# Пиргавац пешчаник
Пиргавац пешчаник (лат. Pyrgus cinarae) врста је дневног лептира из породице скелара (лат. Hesperiidae). Његово распрострањење је ограничено на југоисточну Европу и на мале, локалне популације у централној Шпанији.

## Опис
Као и већину осталих пиргаваца, ову врсту је нешто теже идентификовати на терену. Најсигурнији карактер су „подебљане“ беле тачке, при чему централна тачка на предњим крилима има облик пешчаног сата, по чему је лептир и добио назив. Лептир је прилично велики у односу на најближе сроднике, с распоном крила од 30–32 mm. Доња страна задњих крила је обично бледо маслинаста до браон. Одрасли лептири се срећу у јуну.

## Распрострањеност у Србији
Пиргавац пешчаник је први пут откривен на крајњем југу Србије тек 2014. године и за сада је познат из околине Прешева, Пчиње и Трговишта.